# Cutteslowe
Cutteslowe är en stadsdel i Oxford, i distriktet Oxford, i grevskapet Oxfordshire, i England. Cutteslowe var en civil parish från 1858 till 1932 då den blev en del av Gosford and Water Eaton. Civil parish hade 62 invånare år 1931. Byar nämndes i Domedagsboken (Domesday Book) år 1086, och kallades då Codeslam/Codeslaue.